# Ivan Kleïmenov
Ivan Terentievitch Kleïmenov (ou Kleïmonov) (en russe : Иван Терентьевич Клеймёнов), né le 30 mars 1899 (11 avril dans le calendrier grégorien) et mort le 10 janvier 1938, est un ingénieur soviétique qui a joué un rôle important dans les débuts de l'astronautique soviétique.

## Biographie
Ivan Kleïmenov après avoir étudié les mathématiques et la physique à l'Université de Moscou  est diplômé de l'Académie des ingénieurs l'Armée de l'Air Joukovski en 1928. En 1932-1933, il remplace l'ingénieur chimiste Nikolaï Tikhomirov, décédé, à la tête du Laboratoire de dynamique des gaz (Газодинамическая лаборатория, ГДЛ ; Gazodinamitcheskaïa laboratoria, GDL). Celui-ci implanté à Leningrad se consacre au développement de la propulsion des fusées et à ses applications dans le domaine militaire. Il met au point notamment les roquettes soviétiques, les fameuses Katioucha. Certains militaires soviétiques et en particulier le maréchal Mikhaïl Toukhatchevski  ont pris conscience du potentiel des fusées. Toukhatchevski œuvre pour rapprocher le GDL et la section moscovite du GIRD, un bureau d'études dirigé par Sergueï Korolev travaillant également sur les fusées. En septembre 1933, les deux structures sont fusionnées au sein de l'Institut de recherche scientifique sur les moteurs à réaction (Реактивный научно-исследовательский институт, РНИИ ; Reaktivny naoutchno-issledovatelski institout, RNII). Le nouvel ensemble est dirigé par Kleïmenov avec comme adjoint Korolev. 
Peu après la création du RNII, à la suite d'une dispute entre Korolev et Kleïmenov sur les objectifs de l'Institut, Gueorgui Langemak remplace Korolev. En 1937, les purges staliniennes, manifestation de la paranoïa de Staline qui décime l'armée et les cadres du régime, frappent aveuglément les principaux membres du RNII. Le bureau d'études a été placé sous surveillance par le NKVD car son patronage par Toukhatchevski, l'une des premières victimes des purges, le rend suspect. Un des ingénieurs du RNII qui brigue sa direction rédige de fausses accusations contre les responsables du RNII : Kleïmenov et son adjoint Langemak sont arrêtés le 2 novembre 1937. Kleïmenov est condamné à mort le 10 janvier 1938 pour « participation à une organisation terroriste anti-soviétique » et exécuté le même jour à Kommounarka, près de Moscou. Langemak subit le même sort le lendemain.
Kleïmenov est réhabilité à titre posthume le 11 juin 1955.
Kleïmenov est distingué par le titre de Héros du travail socialiste en 1991. Un cratère porte son nom sur la face cachée de la Lune.

### Sources
- (en) Asif A. Siddiqi, Spoutnik and the soviet space challenge, University Press of Florida, 2003, 527 p. (ISBN 978-0-8130-2627-5)
- (en) Boris Chertok, Rockets and People volume 1, NASA History series, 2005